# オロポ
オロポは、炭酸飲料の「オロナミンCドリンク」（以下、オロナミンCと略記）とスポーツドリンクの「ポカリスエット」（以下、ポカリ）を混合した飲料である。サウナ施設やスーパー銭湯などで提供されているが、大塚製薬から公式に発売されている商品ではない。

## 起源
いつ頃から飲まれていたかは明確ではないが、発祥の店は東京・西麻布で1995年より営業しているサウナ「adam・eve（アダムアンドイブ）」と考えられている。前身の、1991年に麻布十番で開業した女性専用サウナ「イブ」では、当初よりオロナミンCとヤクルトを混ぜた“オロヤク”を提供していた。しかし、大量に汗をかいた後では甘味が強すぎ、量も物足りないとの意見が寄せられ、初代社長の発案でオロナミンCとポカリをブレンドしたところ好評を博し、それまでサウナ後にビールを飲んでいた客の多くがオロポを注文するようになった。“オロポ”の名称も同店から広まった。
漫画・テレビドラマの『サ道』で描かれたこともあり、サウナ愛好家を中心に広がりを見せ、スーパー銭湯「竜泉寺の湯」では、BEAMSの南馬越一義の監修でジョッキやTシャツなどのグッズが販売された。

## 混合割合
オロポはあらかじめブレンドされたものをペットボトルなどにパッケージングしたものではなく、サウナ施設等の食事処の従業員がジョッキに混合して注いで提供したり、客自らが混ぜて飲む形態をとる。オロナミンCとポカリを用意し、自宅で作ることもできるため、自由な割合で混合することが可能である。福岡市の「サウナヨーガン福岡天神」による検証では、オロナミンCとポカリを1:1でブレンドするとほどよい甘さと微炭酸で飲みやすく、多くのサウナで提供している黄金比。オロナミンCを2に対してポカリ1の割合ではどちらの味も打ち消さない、ちょうど中間の風味になるとしている。温度が低いと酸味、高いと甘味を感じやすく、氷の量に合わせて比率を調整することもできる。
炭酸の爽快感と程よい甘さがあり、発汗で失われた水分と電解質を補えるほか、疲労回復に有効なクエン酸、ビタミンC・B2・B6を手軽に補給することができる。ただし、材料となる両飲料とも糖を多く含むため、過剰摂取とならないよう気を付ける必要がある。

## 類似飲料
オロナミンC、ポカリとも大塚製薬の商品であるが、日本コカ・コーラのスポーツドリンク「アクエリアス」と炭酸飲料「リアルゴールド」を組み合わせた“アクリ”が、オロポと同様にメーカー非公式飲料としてサウナファンに愛飲されている。サントリーフーズの「GREEN DA・KA・RA」に「デカビタC」を合わせた「DEKARA」、アサヒ飲料の「スーパーH2O」と「ドデカミン」をブレンドした「スーパーH2O×ドデカミン」は、それぞれのメーカーから期間限定の公式商品として発売されたことがある。
大塚グループの大塚食品が1996年より製造販売する「MATCH」はオロポに似た味であり、グレープフルーツの風味を加えている。大塚製薬ではサウナや入浴の前後の飲用に、従来のポカリより糖分と塩分を抑えた「ポカリスエット イオンウォーター」を推奨しており、MRO北陸放送ラジオの『マグ万平ののちほどサウナで』にもイオンウォーター名義で番組提供している。